# Eisner Award para Best Limited Series
O Eisner Award para Best Limited Series (em português, Melhor Série Limitada ou Melhor Minissérie), anteriormente conhecido como Eisner Award para Best Finite Series, é uma das categorias do Will Eisner Comic Industry Award. A cerimônia foi estabelecida em 1988 e desde então é realizada durante a convenção "Comic-Con", que ocorre anualmente em San Diego, Califórnia. A categoria é uma das dez presentes na premiação desde a sua primeira edição. Desde 2010 passou a se chamar Eisner Award para Best Limited Series or Story Arc.

## Histórico
Entre 1985 e 1987, a editora Fantagraphics Books promoveu o Kirby Awards, uma premiação dedicada à indústria das histórias em quadrinhos e com os vencedores recebendo seus prêmios sempre com a presença do artista Jack Kirby. As edições do Kirby Awards eram organizadas por Dave Olbrich, um funcionário da editora. Em 1987, com a saída de Olbrich, a Fangraphics decidiu encerrar o Kirby Awards e instituiu o Harvey Awards, cujo nome é uma homenagem à Harvey Kurtzman. Olbrich, por sua vez, fundou no mesmo ano o "Will Eisner Comic Industry Award".
Em 1988, a primeira edição do prêmio foi realizada, no mesmo modelo até hoje adotado: Um grupo de cinco membros reúne-se, discute os trabalhos realizados no ano anterior, e decide as indicações para cada uma das categorias, que são então votadas por determinado número de profissionais e os ganhadores são anunciados durante a edição daquele ano da San Diego Comic-Con, uma convenção de quadrinhos realizada em San Diego, Califórnia. Por dois anos o próprio Olbrich organizou a premiação até que, ao ver-se incapaz de reunir os fundos necessários para realizar a edição de 1990 - que acabou não ocorrendo - ele decidiu transferir a responsabilidade para a própria Comic-Con, que desde 1990 emprega Jackie Estrada para organizá-lo. A premiação costumeiramente ocorre às quintas-feiras à noite, durante a convenção, sendo sucedida na sexta-feira pelos Inkpot Awards.

## Vencedores deBest Limited Series
| Ano  | Série                             | Autor (es)                     | Editora       | Indicados | Nota          |
| ---- | --------------------------------- | ------------------------------ | ------------- | --- | ------------- |

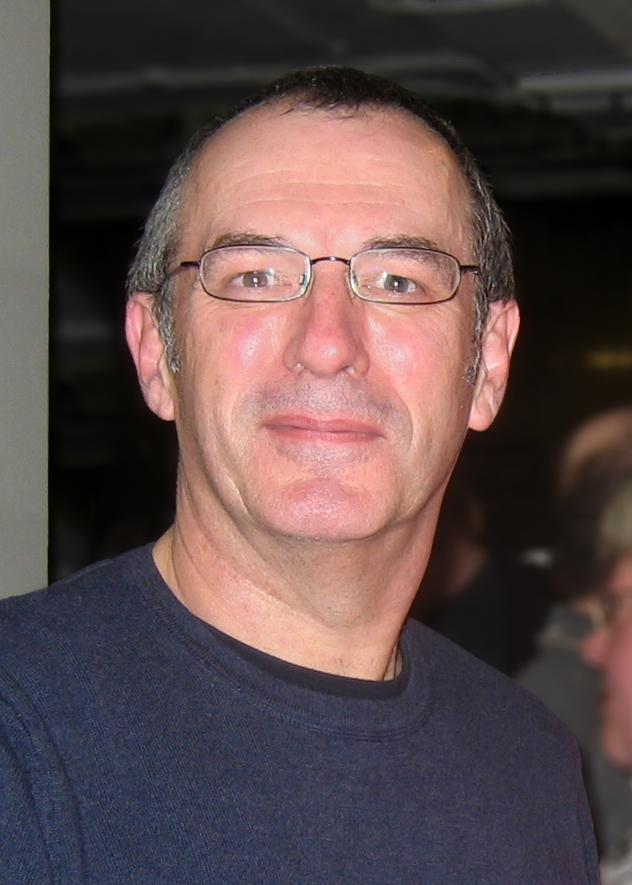
Dave Gibbons foi o artista responsável pelos desenhos de Watchmen e também de Give Me Liberty, minissérie vencedora em 1991.

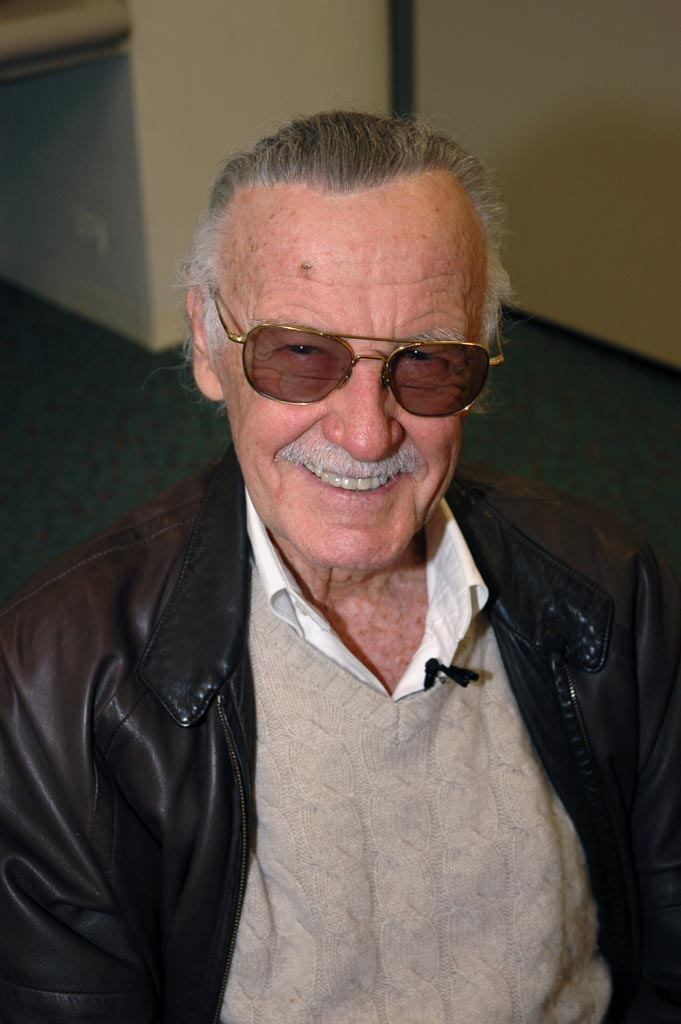
Ao lado do artista Jean "Moebius" Giraud, o escritor Stan Lee produziu a minissérie Silver Surfer, vencedora em 1989.

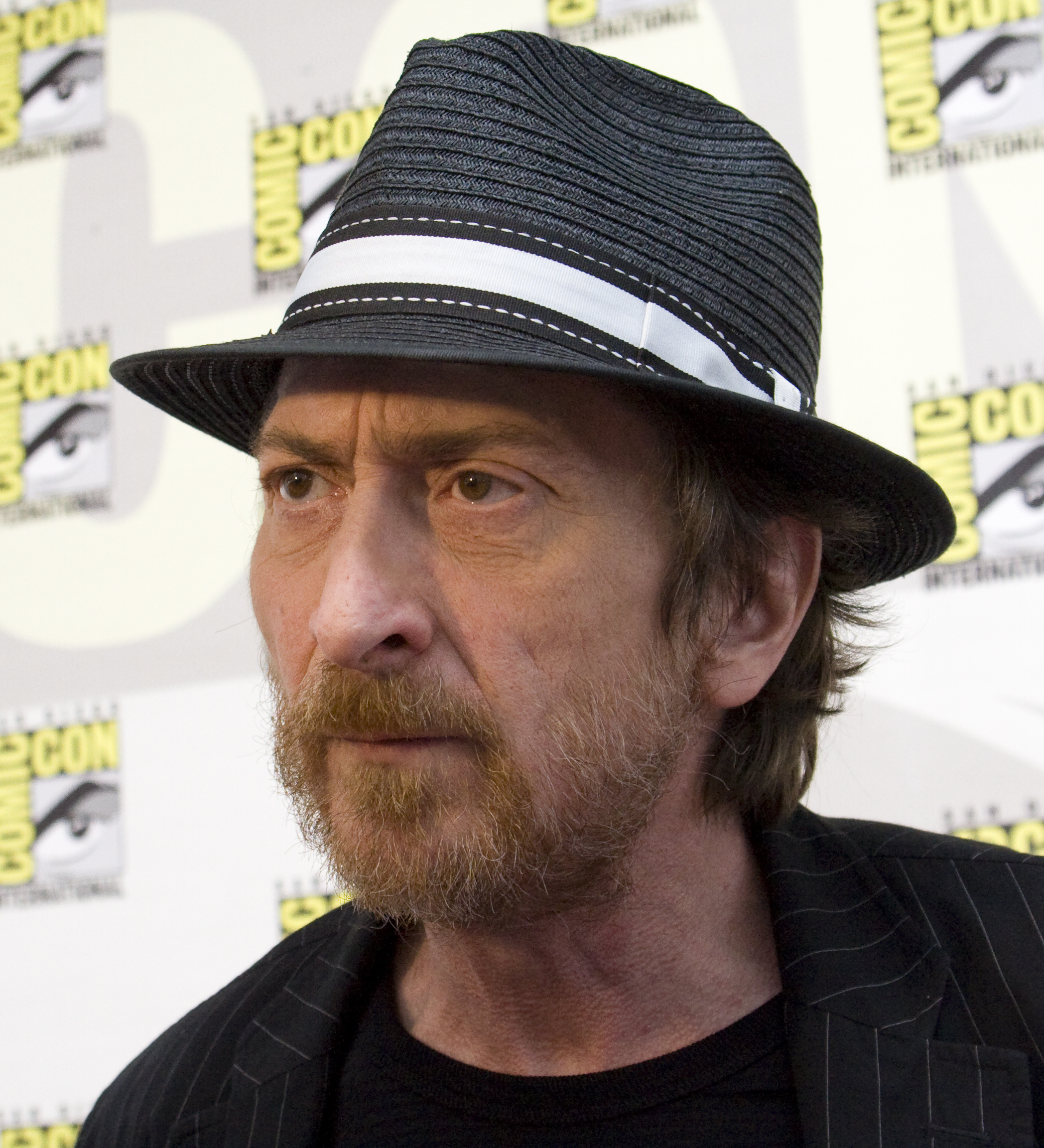
O escritor e desenhista Frank Miller é o artista com o maior número de obras vencedoras da categoria: Give Me Liberty em 1991, Sin City: A Dame to Kill For em 1995, Sin City: The Big Fat Kill em 1996 e 300 em 1999.

O personagem Hellboy, protagonista das minisséries Hellboy: Conqueror Worm e Hellboy: The Crooked Man, vencedoras em 2002 e 2009, e Hellboy: Third Wish, indicada em 2003.

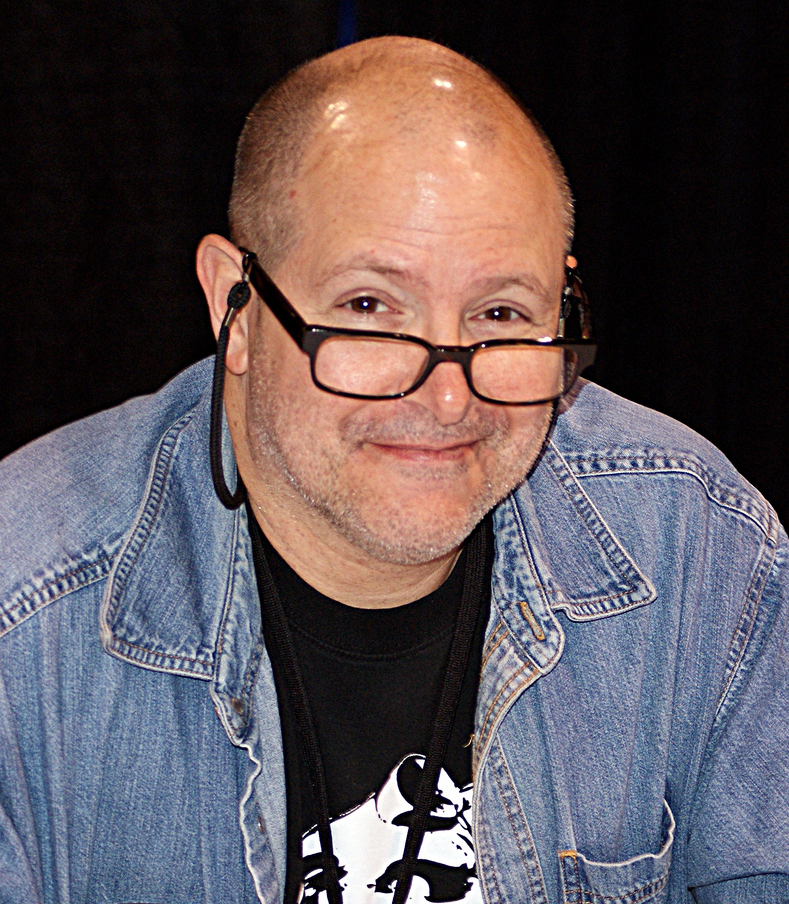
Mike Mignola, o criador de Hellboy e autor das minisséries Hellboy: Conqueror Worm, Hellboy: Third Wish e Hellboy: The Crooked Man. Nas duas primeiras, Mignola acumulou as funções de roteirista e de desenhista. Na terceira, a arte ficou a cargo de Richard Corben.

| 1988 | Watchmen                          | Alan Moore Dave Gibbons        | DC            | - Elektra: Assassin, por Frank Miller e Bill Sienkiewicz (Marvel) - Green Arrow: The Longbow Hunters, por Mike Grell (DC) - Jonny Quest Classics, por Doug Wildey (Comico) - Kafka, por Steven Seagle e Stefano Gaudiano (Renegade) - Valkyrie, por Chuck Dixon, Paul Gulacy e Willie Blyberg (Eclipse)                                                             | [ 7 ]         |
| 1989 | Silver Surfer                     | Stan Lee Jean "Moebius" Giraud | Marvel        | - Jezebel Jade, por William Messner-Loebs e Adam Kubert (Comico) - Scarlet in Gaslight, por Powell e Makinen (Eternity) | [ 8 ]         |
| 1991 | Give Me Liberty                   | Frank Miller Dave Gibbons      | Dark Horse    | - The Hobbit, by Chuck Dixon and David Wenzel (Eclipse) - The Last American, por John Wagner, Alan Grant e Mike McMahon (Marvel/Epic) - The Magic Flute, por P. Craig Russell (Eclipse) - Tapping the Vein, por Clive Barker (Eclipse) | [ 9 ]         |
| 1992 | Concrete: Fragile Creature        | Paul Chadwick                  | Dark Horse    | - Billi 99, por Sarah Byam e Tim Sale (Dark Horse) - Books of Magic, por Neil Gaiman (DC) - Brat Pack, por Rick Veitch (King Hell/Tundra) - David Chelsea In Love, por David Chelsea (Eclipse) | [ 10 ]        |
| 1993 | Grendel: War Child                | Matt Wagner Patrick McEown     | Dark Horse    | - Cages, por Dave McKean (Tundra) - Cereal Killings, por James Sturm (Fantagraphics) - Deadface: Earth, Water, Air, and Fire, por Eddie Campbell (Dark Horse) - Madman, por Michael D. Allred (Tundra) - The Maximortal, por Rick Veitch (King Hell/Tundra) | [ 11 ]        |
| 1994 | Marvels                           | Kurt Busiek Alex Ross          | Marvel        | - Daredevil: The Man without Fear, por Frank Miller e John Romita, Jr. (Marvel) - Death: The High Cost of Living, por Neil Gaiman e Chris Bachalo (DC/Vertigo) - The Golden Age, por James Robinson e Paul Smith (DC) - Jonah Hex: Two-Gun Mojo, por Joe R. Lansdale e Timothy Truman (DC/Vertigo)                                                                  | [ 12 ]        |
| 1995 | Sin City: A Dame to Kill For      | Frank Miller                   | Dark Horse    | - Concrete: Killer Smile, por Paul Chadwick (Dark Horse) - The Tale of One Bad Rat, por Bryan Talbot (Dark Horse) - Witchcraft, por James Robinson (DC/Vertigo) | [ 13 ]        |
| 1996 | Sin City: The Big Fat Kill        | Frank Miller                   | Fantagraphics | - Chiaroscuro: The Private Lives of Leonardo da Vinci, por Dave Rawson (DC/Vertigo) - Father & Son, por Jeff Nicholson (Kitchen Sink) - Nexus: The Wages of Sin, por Mike Baron e Steve Rude (Dark Horse) | [ 14 ]        |
| 1997 | Kingdom Come                      | Mark Waid Alex Ross            | DC            | - Age of Reptiles: The Hunt, por Ricardo Delgado (Dark Horse) - Batman: Black and White, por Mark Chiarello (DC) - Death: The Time of Your Life, por Neil Gaiman, Chris Bachalo e Mark Buckingham (DC/Vertigo) - Gon, por Masashi Tanaka (Paradox Press) - The System, Peter Kuper (DC/Vertigo Verite) - Terminal City, por Dean Motter e Michael Lark (DC/Vertigo) | [ 15 ]        |
| 1998 | Batman: The Long Halloween        | Jeph Loeb Tim Sale             | DC            | - Destiny: A Chronicle of Deaths Foretold, por Alisa Kwitney (DC/Vertigo) - The Land of Nod, por Jay Stephens (Dark Horse) - Red Rocket 7, por Mike Allred (Dark Horse) - Terminal City: Aerial Graffiti, por Dean Motter e Michael Lark (DC/Vertigo) - Uncle Sam, por Steve Darnall e Alex Ross (DC/Vertigo)                                                       | [ 16 ]        |
| 1999 | 300                               | Frank Miller Lynn Varley       | Dark Horse    | - Grendel: Black, White & Red, por Matt Wagner (Dark Horse) - Justice League of America: The Nail, por Alan Davis e Mark Farmer (DC) - Superman for All Seasons, por Jeph Loeb e Tim Sale (DC) - Whiteout, por Greg Rucka e Steve Lieber (Oni Press) | [ 17 ]        |
| 2000 | Whiteout: Melt                    | Greg Rucka Steve Lieber        | Oni Press     | - Clan Apis, por Jay Hosler (Active Synapse) - Heart of Empire, por Bryan Talbot (Dark Horse) - Heavy Liquid, por Paul Pope (DC/Vertigo) - Scene of the Crime, por Ed Brubaker, Michael Lark e Sean Phillips (DC/Vertigo) | [ 18 ]        |
| 2001 | The Ring of the Nibelung          | P. Craig Russell               | Dark Horse    | - Blue Monday: The Kids Are Alright, por Chynna Clugston-Major (Oni) - Breakfast After Noon, por Andi Watson (Oni) - Fortune & Glory, por Brian Michael Bendis (Oni) - Sock Monkey, vol. 3, por Tony Millionaire (Dark Horse) | [ 19 ] [ 20 ] |
| 2002 | Hellboy: Conqueror Worm           | Mike Mignola                   | Dark Horse    | - Enemy Ace: War in Heaven, por Garth Ennis e Chris Weston (DC) - Hopeless Savages, por Jen Van Meter, Christine Norrie e Chynna Clugston-Major (Oni) - Rose, por Jeff Smith e Charles Vess (Cartoon Books) - Scary Godmother: Ghouls Out for Summer, por Jill Thompson (Sirius)                                                                                    | [ 1 ] [ 21 ]  |
| 2003 | League of Extraordinary Gentleman | Alan Moore Kevin O'Neill       | DC/ABC        | - Courtney Crumrin & the Night Things, por Ted Naifeh (Oni) - Hellboy: Third Wish, por Mike Mignola (Dark Horse) | [ 22 ] [ 23 ] |
| 2004 | Unstable Molecules                | James Sturm Guy Davis          | Marvel        | - Arrowsmith, por Kurt Busiek, Carlos Pacheco e Jesus Merino (DC/WildStorm) - Empire, por Mark Waid e Barry Kitson (DC) - Global Frequency, por Warren Ellis (DC/WildStorm) - JSA: The Unholy Three, por Dan Jolley, Tony Harris e Ray Snyder (DC) - Superman: Red Son, por Mark Millar, Dave Johnson e Kilian Plunkett (DC)                                        | [ 24 ] [ 25 ] |
| 2005 | DC: The New Frontier              | Darwyn Cooke                   | DC            | - Demo, por Brian Wood e Becky Cloonan (AiT/Planet Lar) - '30 Days of Night: Return to Barrow, por Steve Niles e Ben Templesmith (IDW) - WE3, por Grant Morrison e Frank Quitely (DC/Vertigo) - Wanted, por Mark Millar e J. G. Jones (Image/Top Cow) | [ 26 ] [ 27 ] |
| 2006 | Seven Soldiers                    | Grant Morrison                 | Marvel        | - Nat Turner, por Kyle Baker (Kyle Baker Publishing) - Ocean, por Warren Ellis e Chris Sprouse (DC/WildStorm) - Smoke, por Alex de Campi and Igor Kordey (IDW) | [ 28 ]        |
| 2007 | Batman: Year 100                  | Paul Pope                      | DC            | - The Looking Glass Wars: Hatter M, por Frank Beddor, Liz Cavalier e Ben Templesmith (Image/Desperado) - The Other Side, por Jason Aaron e Cameron Stewart (DC/Vertigo) - Scarlet Traces: The Great Game, por Ian Edginton e D'Israeli (Dark Horse) - Sock Monkey: The Inches Incident, por Tony Millionaire (Dark Horse)                                           | [ 29 ]        |
| 2008 | The Umbrella Academy              | Gerard Way Gabriel Bá          | Dark Horse    | - Atomic Robo, por Brian Clevinger e Scott Wegender (Red 5 Comics) - Dark Tower: The Gunslinger Born, por Peter David, Robin Furth e Jae Lee (Marvel) - Nightly News, por Jonathan Hickman (Image) - Parade (with Fireworks), por Michael Cavallaro (Image/Shadowline)                                                                                              | [ 2 ]         |
| 2009 | Hellboy: The Crooked Man          | Mike Mignola Richard Corben    | Dark Horse    | - Groo: Hell on Earth, por Sergio Aragonés e Mark Evanier (Dark Horse) - Locke & Key, por Joe Hill e Gabriel Rodriguez (IDW) - Omega the Unknown, por Jonathan Lethem, Karl Rusnak e Farel Dalrymple (Marvel) - The Twelve, por J. Michael Straczynski e Chris Weston (Marvel)                                                                                      | [ 30 ]        |

## Vencedores deBest Limited Series or Story Arc
| Ano  | Série                              | Autor (es)                                     | Editora     | Indicados | Nota          |
| ---- | ---------------------------------- | ---------------------------------------------- | ----------- | --- | ------------- |

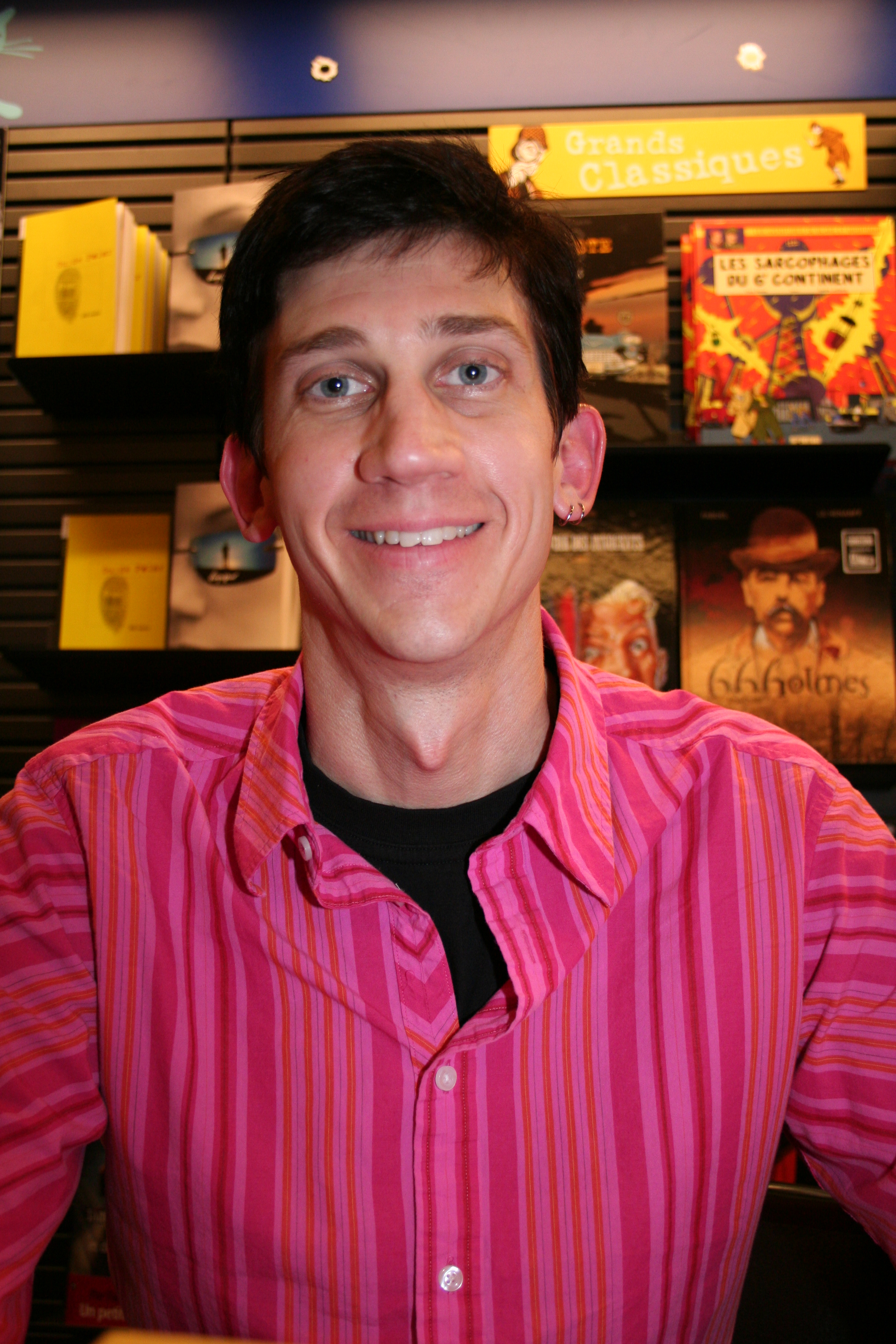
O artista Eric Shanower, responsável pelo roteiro de The Wonderful Wizard of Oz, minissérie vencedora em 2010.

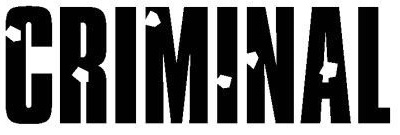
Logotipo da série Criminal, cuja minissérie The Last of the Innocent foi vencedora em 2012.

| 2010 | The Wonderful Wizard of Oz         | Eric Shanower Skottie Young                    | Marvel      | - Blackest Night, de Geoff Johns, Ivan Reis e Oclair Albert (DC) - Incognito, de Ed Brubaker e Sean Phillips (Marvel Icon) - Pluto: Urasawa X Tezuka, de Naoki Urasawa e Takashi Nagasaki (VIZ Media) - Wolverine #66-72 e Wolverine Giant-Size Special: "Old Man Logan", de Mark Millar, Steve McNiven e Dexter Vines (Marvel) | [ 31 ]        |
| 2011 | Daytripper                         | Fábio Moon Gabriel Bá                          | Vertigo/DC  | - Baltimore: The Plague Ships, de Mike Mignola, Christopher Golden e Ben Stenbeck (Dark Horse) - Cinderella: From Fabletown with Love, de Chris Roberson e Shawn McManus (Vertigo/DC) - Joe the Barbarian, de Grant Morrison e Sean Murphy (Vertigo/DC) - Stumptown, de Greg Rucka e Matthew Southworth (Oni)                   | [ 32 ]        |
| 2012 | Criminal: The Last of the Innocent | Ed Brubaker Sean Phillips                      | Marvel Icon | - Atomic Robo and the Ghost of Station X, de Brian Clevinger e Scott Wegener (Red 5) - Flashpoint: Batman—Knight of Vengeance, de Brian Azzarello e Eduardo Risso (Vertigo/DC) - The New York Five, de Brian Wood e Ryan Kelly (Vertigo/DC) - Who Is Jake Ellis? de Nathan Edmondson & Tonci Zonjic(Image)                      | [ 33 ]        |
| 2014 | The Wake                           | Scott Snyder Sean Murphy                       | Vertigo/DC  | - The Black Beetle: No Way Out, por Francesco Francavilla (Dark Horse) - Colder, por Paul Tobin e Juan Ferreyra (Dark Horse) - 47 Ronin, por Mike Richardson e Stan Sakai (Dark Horse) - Trillium, por Jeff Lemire (Vertigo/DC)                                                                                                 | [ 34 ] [ 35 ] |
| 2015 | Little Nemo: Return to Slumberland | Eric Shanower Gabriel Rodriguez                | IDW         | - Daredevil: Road Warrior, por Mark Waid e Peter Krause (Marvel Infinite Comics) - The Multiversity, por Grant Morrison et al. (DC) - The Private Eye, por Brian K. Vaughan e Marcos Martin (Panel Syndicate) - The Sandman: Overture, por Neil Gaiman e J. H. Williams III (Vertigo/DC)                                        | [ 36 ] [ 37 ] |
| 2016 | The Fade Out                       | Ed Brubaker Sean Phillips                      | Image       | - Chrononauts, de Mark Millar e Sean Murphy (Image) - Lady Killer, de Joëlle Jones e Jamie S. Rich (Dark Horse) - Minimum Wage: So Many Bad Decisions, de Bob Fingerman (Image) - The Spire, de Simon Spurrier e Jeff Stokely (BOOM! Studios)                                                                                   | [ 38 ]        |
| 2017 | The Vision                         | Tom King Gabriel Walta                         | Marvel      | - Archangel, de William Gibson, Michael St. John Smith, Butch Guice e Tom Palmer (IDW) - Briggs Land, de Brian Wood e Mack Chater (Dark Horse) - Han Solo, de Marjorie Liu e Mark Brooks (Marvel) - Kim and Kim, de Magdalene Visaggio e Eva Cabrera (Black Mask)                                                               | [ 39 ]        |
| 2018 | Black Panther: World of Wakanda    | Roxane Gay Ta-Nehisi Coates Alitha E. Martinez | Marvel      | - Extremity, de Daniel Warren Johnson (Image/Skybound) - The Flintstones, de Mark Russell, Steve Pugh, Rick Leonardi e Scott Hanna (DC) - Mister Miracle, de Tom King e Mitch Gerads (DC) - X-Men: Grand Design, de Ed Piskor (Marvel)                                                                                          | [ 40 ] [ 41 ] |
| 2019 | Mister Miracle                     | Tom King Mitch Gerads                          | DC          | - Batman: White Knight, de Sean Murphy (DC) - Eternity Girl, de Magdalene Visaggio e Sonny Liew (Vertigo/DC) - Exit Stage Left: The Snagglepuss Chronicles, de Mark Russell, Mike Feehan, e Mark Morales (DC) - X-Men: Grand Design: Second Genesis, de Ed Piskor (Marvel)                                                      | [ 42 ] [ 43 ] |
| 2020 | Little Bird                        | Darcy Van Poelgeest Ian Bertram                | Image       | - Ascender, de Jeff Lemire e Dustin Nguyen (Image) - Ghost Tree, de Bobby Curnow e Simon Gane (IDW) - Naomi, de Brian Michael Bendis, David Walker, e Jamal Campbell (DC) - Sentient, de Jeff Lemire e Gabriel Walta (TKO) | [ 44 ]        |